# Hankey

Hankey is een plaats in de Zuid-Afrikaanse provincie Oost-Kaap, in de gemeente Kouga.
Hankey telt ongeveer 12.000 inwoners.

## Subplaatsen

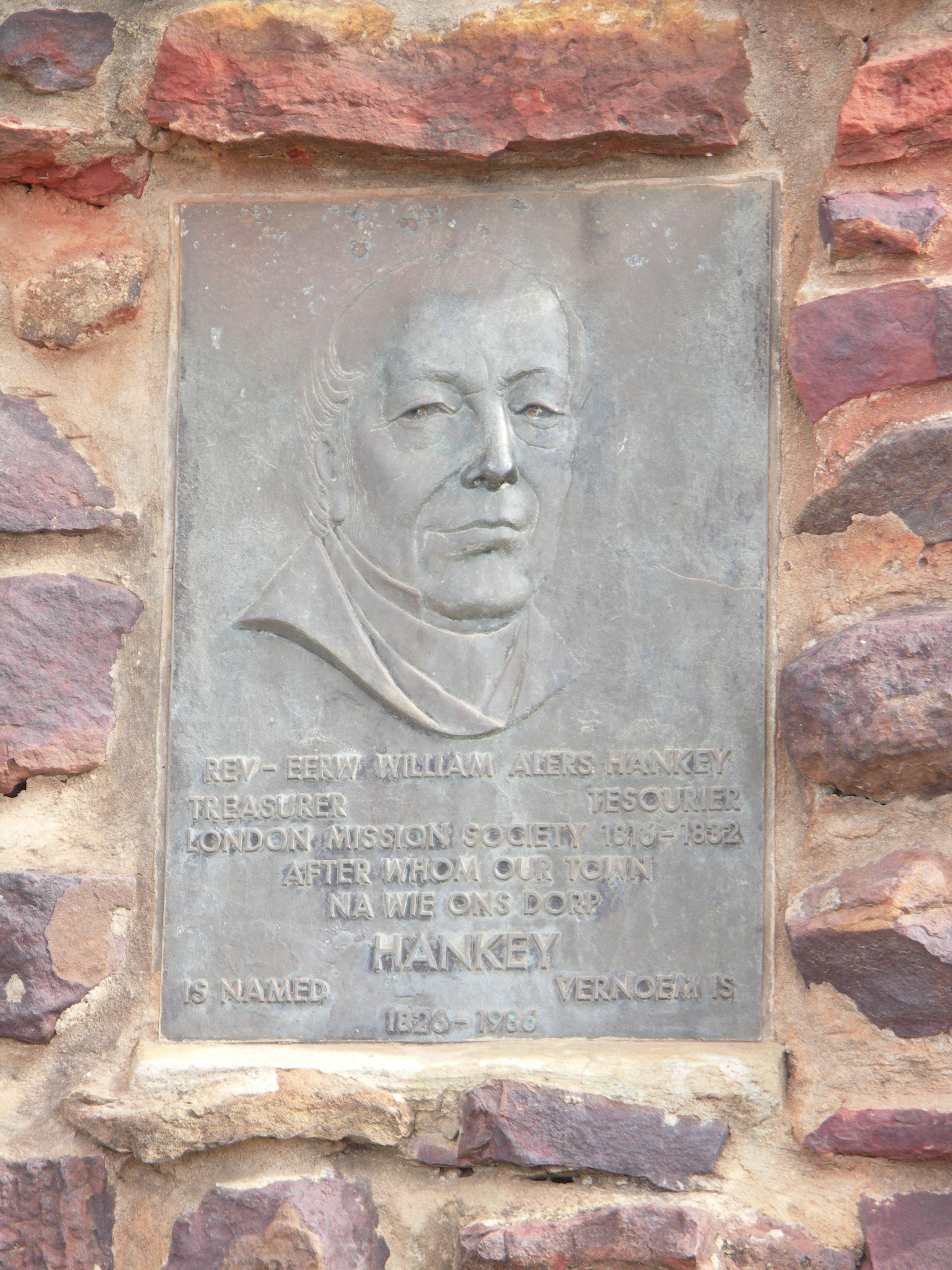
Gravering van eerwaarde William Alers Hankey op een monument in Hankey.

Het nationaal instituut voor de statistiek, Stats SA, deelt sinds de census 2011 deze hoofdplaats in in 6 zogenaamde subplaatsen (sub place), waarvan de grootste zijn:
Centerton • Katank • Rosedale.

## Geschiedenis

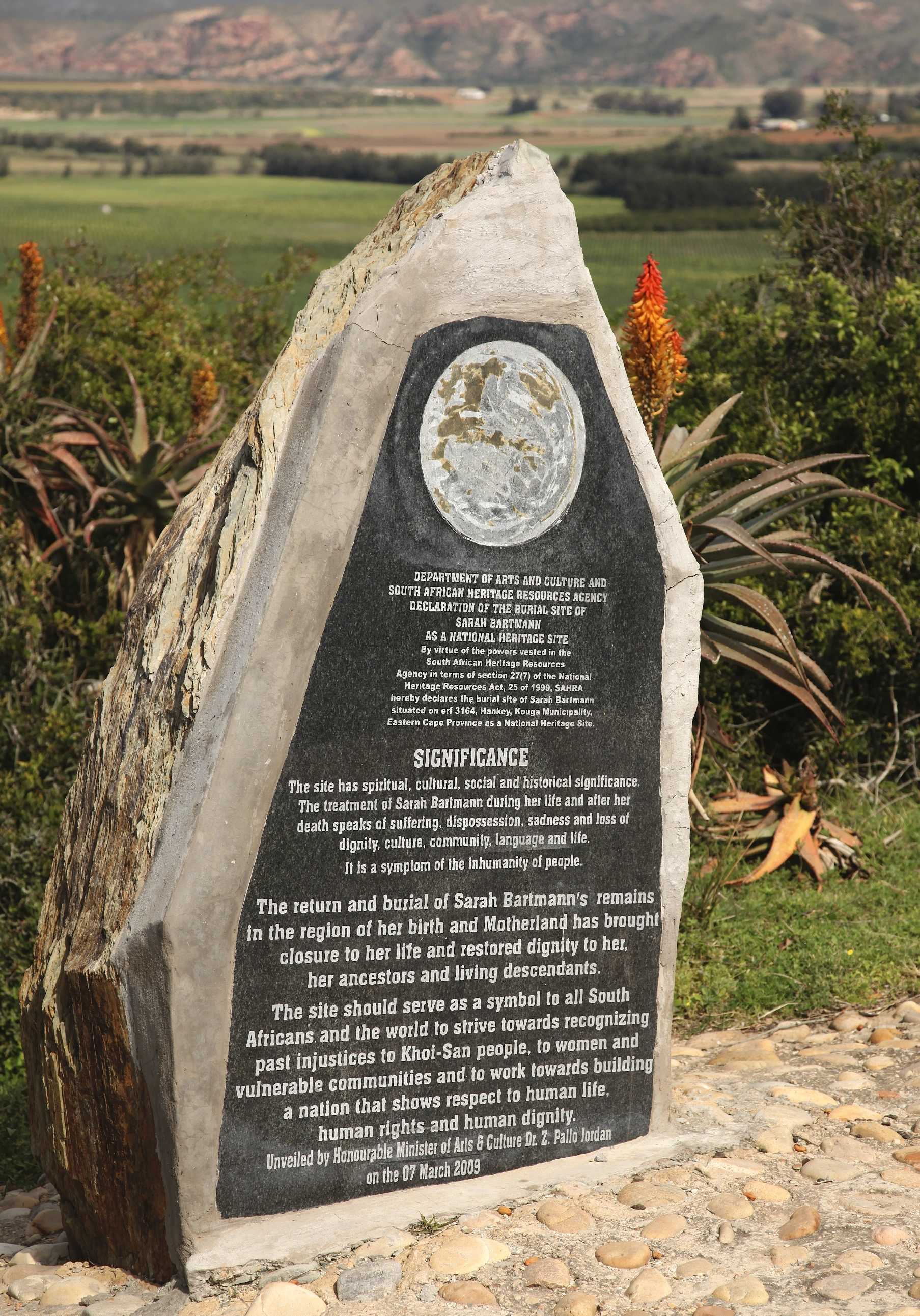
Gedenkteken op Saartjie Baartman's graf in Hankey.

Hankey is een landelijk dorp dat in 1825 ontstaan is toen het Londense Zendingsgenootschap hier een zendingspost gevestigd heeft. De post is vernoemd naar William Hankey, de penningmeester van het genootschap.
William Philip, de zoon van de bekende zendeling dr John Philip, zag kans om de rijke grond langs de Gamtoosrivier te bevloeien. Met behulp van arbeiders werd er een 270 m lange tunnel door een rotsige heuvel gekapt. Er werd in 1842 begonnen met die tunnel en op 1 juli 1845 was hij gereed. Op die dag was er echter een plotselinge vloedgolf in de rivier, waarin William en John Fairbairn (de schoonzoon van dr Philip) verdronken. De tunnel voert tot de dag van vandaag nog steeds water naar het land.

## Saartjie Baartman
Saartjie Baartman vond hier bijna tweehonderd jaar na haar dood haar laatste rustplaats. Ze ligt begraven op de Vergaderingskop, een heuveltop aan de rand van het dorp. Het district waar de gemeente Kouga deel van uitmaakt, is naar haar vernoemd.

## District
Het district is 1 700 km² groot. Producten die hier verbouwd worden zijn onder meer citrus, tabak, lucerne, groente en fruit.